# Ora Hotels Carrera
L'equip Ora Hotels Carrera (codi UCI: OHT), conegut anteriorment com a Betonexpressz, va ser un equip de ciclisme hongarès. Va competir del 2006 al 2011 i va tenir categoria continental.

## Principals resultats
- Belgrad-Banja Luka II: Žolt Der (2007)
- Tour of Victory: Zoltán Remák (2007)
- Gran Premi Betonexpressz 2000: Žolt Der (2007), Péter Kusztor (2008), Gergely Ivanics (2009)
- Gran Premi Hydraulika Mikolasek: Péter Kusztor (2008)
- Volta a Romania: Rida Cador (2008)
- Gran Premi Bradlo: Péter Kusztor (2008)
- Gran Premi P-Nívó: Gergely Ivanics (2008)
- Trofeu del Príncep: Roberto Richeze (2010)
- Trofeu de la Casa Reial: Adriano Angeloni (2010)
- Banja Luka-Belgrad I: Krisztián Lovassy (2011)

### A les grans voltes
- Giro d'Itàlia
  - 0 participacions
- Tour de França
  - 0 participacions
- Volta a Espanya
  - 0 participacions

## Classificacions UCI
L'equip participà en els Circuits continentals de ciclisme. La següent classificació estableix la posició de l'equip en finalitzar la temporada.
UCI Àfrica Tour
| Temporada | Classificació per equips | Millor ciclista en la classificació individual |
| --------- | ------------------------ | ---------------------------------------------- |
| 2010      | 6è                       | Adriano Angeloni (20è)                         |

UCI Amèrica Tour
| Temporada | Classificació per equips | Millor ciclista en la classificació individual |
| --------- | ------------------------ | ---------------------------------------------- |
| 2009      | 26è                      | Honorio Machado (111è)                         |
| 2011      | 15è                      | Mauro Abel Richeze (102è)                      |

UCI Europa Tour
| Temporada | Classificació per equips | Millor ciclista en la classificació individual |
| --------- | ------------------------ | ---------------------------------------------- |
| 2006      | 68è                      | Zoltán Remák (221è)                            |
| 2007      | 34è                      | Žolt Der (68è)                                 |
| 2008      | 24è                      | Péter Kusztor (49è)                            |
| 2009      | 50è                      | István Cziráki (136è)                          |
| 2010      | 86è                      | Adriano Angeloni (644è)                        |
| 2011      | 79è                      | Krisztián Lovassy (142è)                       |